# Un moment d'égarement (1977)
Un moment d'égarement is een Franse film van Claude Berri die werd uitgebracht in 1977.

## Verhaal
Pierre is een gelukkig gescheiden midveertiger die vader is van tienerdochter Martine. Gewoontegetrouw gaat hij zijn zomervakantie aan de Côte d'Azur doorbrengen met zijn jeugdvriend Jacques. Ook Jacques heeft een dochter van dezelfde leeftijd, Françoise. Deze keer nemen beide mannen hun dochter mee op vakantie.
Pierre heeft dikwijls een aanvaring met Martine. Met Françoise heeft hij een betere relatie: door de jaren heen is hij zowat haar vertrouwenspersoon geworden. Hij ziet Françoise zonnen in monokini en stelt vast dat zij het lichaam van een jonge vrouw heeft gekregen.
Tijdens die vakantie belanden Françoise en Pierre toevallig op een avondfeest waar ze dansen en drinken. Ze raken meer en meer in een vrolijke en zwoele stemming. Françoise kan Pierre ervan overtuigen nog even in zee te zwemmen waarbij ze helemaal uit de kleren gaat. In een moment van verdwazing en opwinding bedrijven ze daarna de liefde op het strand.  
Enkele afspraakjes volgen maar Pierre beseft zijn misstap. De dolverliefde Françoise weigert echter een einde te maken aan hun avontuur. Ze vertelt zelfs aan haar vader dat ze verliefd is op een oudere man. Jacques is geschandaliseerd en doet een beroep op Pierre om te weten te komen welke oude viezerik zijn dochter heeft verleid.  

## Rolverdeling
| Acteur               | Personage |
| -------------------- | --------- |
| Jean-Pierre Marielle | Pierre    |
| Victor Lanoux        | Jacques   |
| Agnès Soral          | Françoise |
| Christine Dejoux     | Martine   |
| Martine Sarcey       |           |